# Katalin württembergi királyné
Katalin württembergi királyné, született Jekatyerina Pavlovna orosz nagyhercegnő (oroszul: великая княжна Екатерина Павловна Романова, németül: Königin Catharina von Württemberg; Carszkoje Szelo, 1788. május 10. – Stuttgart, 1819. január 9.) a Holstein–Gottorp–Romanov-házból származó orosz nagyhercegnő, I. Pál orosz cár és Marija Fjodorovna cárné leánya, György oldenburgi herceggel kötött első házassága révén oldenburgi hercegné, majd I. Vilmos württembergi királlyal kötött második házassága révén 1816–1819 között Württemberg királynéja.

## Származása és gyermekkora
Jekatyerina Pavlovna nagyhercegnő Pavel Petrovics cárevics, azaz a későbbi Pál cár és Marija Fjodorovna cárné, született Zsófia Dorottya württemebergi hercegnő hatodik gyermeke, illetve negyedik leánya volt. A családban rajta kívül még kilenc gyermek született; az idősebbek nevelését pedig az orosz uralkodó, II. Nagy Katalin nagymama felügyelte. A nagyhercegnő oktatása azonban a cárnő gyengülő egészsége miatt már az édesanyja kezében volt, aki a legkitűnőbb tanítókat biztosította leánya számára. Jekatyerina Pavlovnát elsősorban a modern irodalomra és a társalgás művészetére oktatták. A fiatal leány így az édesanyja mellett tudott maradni gyermekként, valószínűleg emiatt is volt ő Marija Fjodorovna cárné kedvenc gyermeke.
A nagyhercegnő nagyon erősen kötődött a testvéreihez, főleg legidősebb bátyjához, Sándorhoz, akiből a majdani I. Sándor cár lett. Sándor állítólag húga hatására igyekezett ragaszkodni az orosz hagyományokhoz és intézményekhez. A Bonaparte elleni 1799–1800-as „svájci hadjáratból” hősként visszatérő Pjotr Bagratyion tábornokkal szerelmi viszonyba keveredett, de a rangkülönbség miatt apja, Pál cár megtiltotta házasságukat. A cár ösztökélésére a tábornok 1800 szeptemberében Jekatyerina Szkavronszkaja grófnőt (1783–1857), Grigorij Alekszandrovics Patyomkin herceg-tábornagy rokonát vette feleségül.

## Első házassága

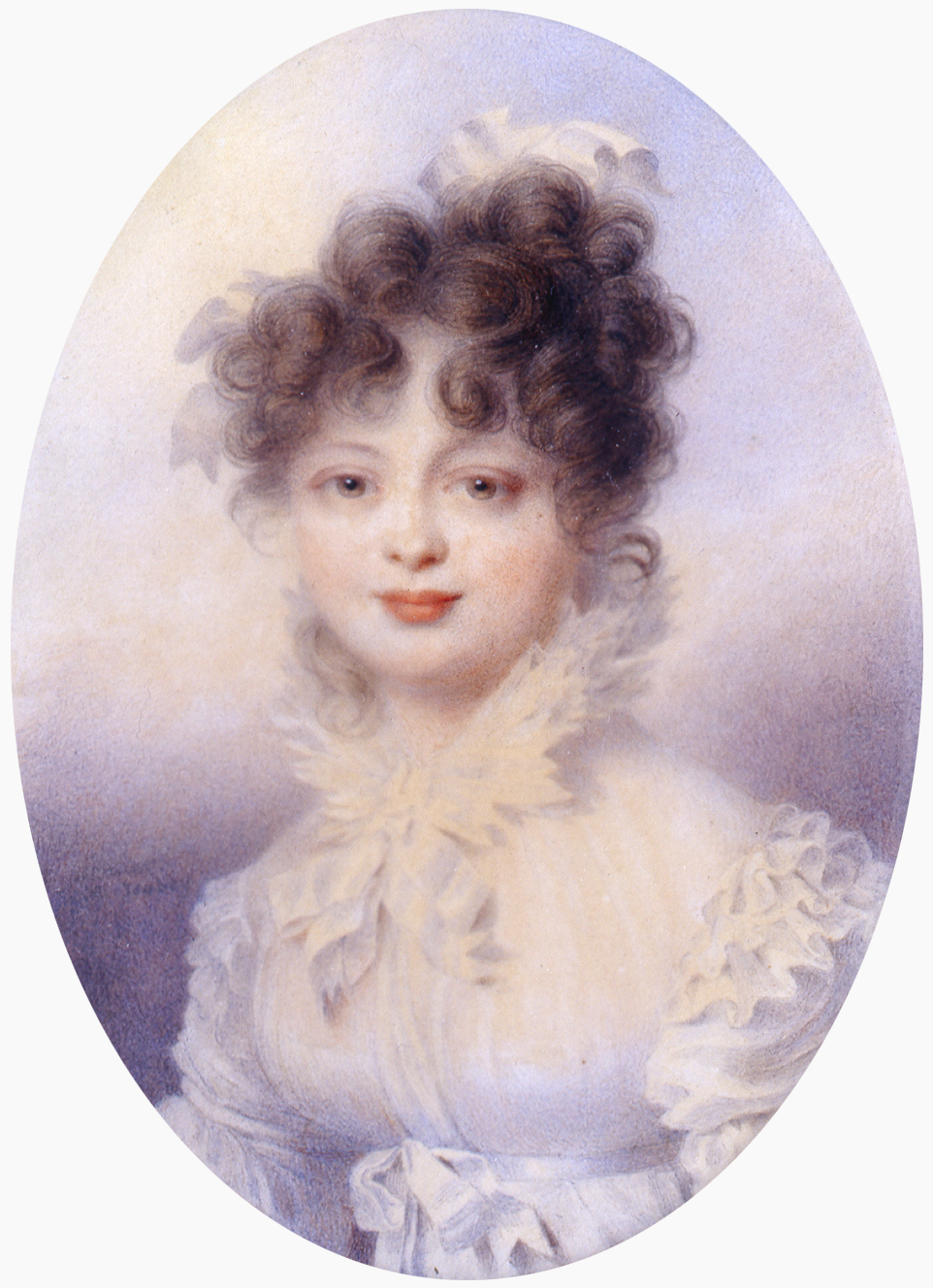
Az ifjú Jekatyerina Pavlovna nagyhercegnő (Jean-Baptiste Isabey)

I. Napóleon francia császár már 1809-ben új feleséget keresett magának, és először egy Romanov-menyasszonyt szeretett volna, biztosítandó Oroszország barátságát Franciaország számára. Miután 1810-ben elvált első feleségétől, Jozefina francia császárnétól, Napóleon először Jekatyerina Pavlovnát szemelte ki magának, azonban ebbe sem I. Sándor, sem az özvegy anyacárné nem egyezett bele, a nagyhercegnőt pedig gyorsan eljegyezték a cári udvarban élő egyik unokatestvérével, György oldenburgi herceggel (1784–1812). Napóleon ezek után Jekatyerina Pavlovna egyik húgát, Anna Pavlovnát szerette volna oltár elé vezetni, azonban kérését megint elutasították, így végül Habsburg–Lotaringiai Mária Ludovika  főhercegnőt vette el.
Jekatyerina Pavlovna és György 1809. augusztus 3-án házasodott össze. A házasság érdekből köttetett; és ugyan a herceget nem tartották csinos embernek, de ifjú felesége rajongott érte. A család Oroszországban maradt, ahol az uralkodó egy tveri kormányzóságot bízott György herceg vezetésére. A rövid ideig tartó frigyből két gyermek született:
- Péter György Pál Sándor herceg (1810. augusztus 30. – 1829. november 16.), gyermektelenül halt meg
- Konstantin Frigyes Péter herceg (1812. augusztus 26. – 1881. május 12.), nőül vette Teréz nassau–weilburgi hercegnőt.

György herceg alig három évnyi házasság után, 1812. december 27-én elhunyt tífuszban. A nagyhercegnőt nagyon megrázta a tragédia.

## Württembergi királynéként

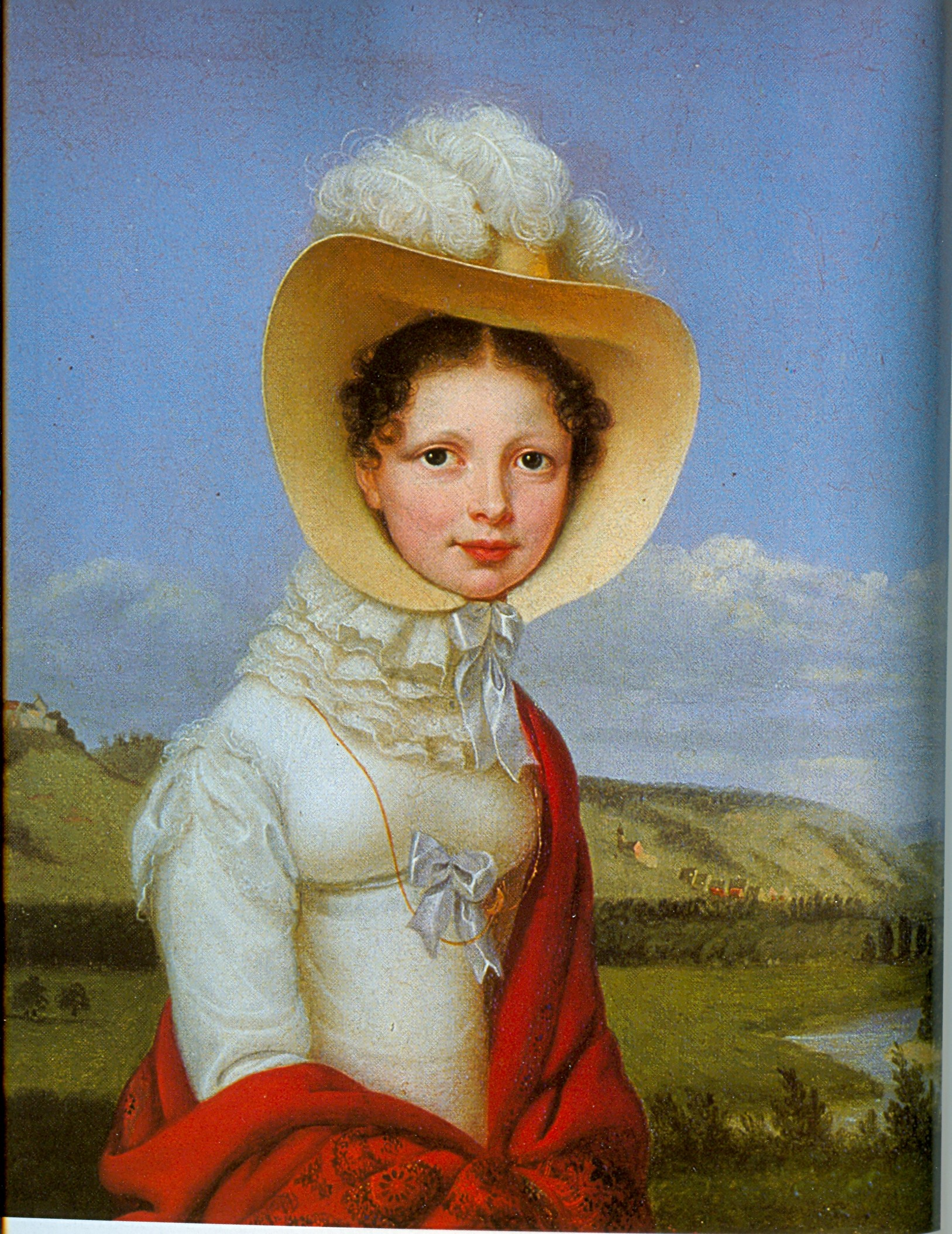
Katalin királyné (1819; Franz Seraph Stirnbrand)

Hogy elterelje a gondolatait, az özvegy nagyhercegnő bátyjával, I. Sándor cárral elutazott Angliába egy találkozóra a régensherceggel, majd nem sokkal később a bécsi kongresszusra. Itt ismerkedett meg Vilmos württembergi trónörökös herceggel, akivel rögtön egymásba szerettek. A trónörökös ekkor már házasságban élt Sarolta Auguszta Karolina bajor királyi hercegnővel, ám a házaspár kölcsönösen idegenkedett egymástól, és mindketten mással akartak házasságra lépni. VII. Piusz pápa engedélyével Vilmos herceg 1814-ben elvált a feleségétől, így Jekatyerina Pavlovna és Vilmos 1816. január 24-én egybekelhettek Szentpétervárott.
Vilmos trónörökös még abban az évben Württemberg királya, a nagyhercegnő pedig új hazájának királynéja lett, Katalin néven. Katalin királynéként sokat jótékonykodott, és számos intézményt alapított az egyszerű emberek életszínvonalának emelése céljából. Szívén viselte a gyermekek és a nők társadalmi helyzetének jobbá tételét; jószolgálati tevékenységeinek számos épület őrzi emlékét, ilyen például a stuttgarti Königin-Katharina-Stift és a Katharinenhospital.
Vilmos királynak és Katalin királynénak két gyermeke született:
- Mária Friderika Sarolta királyi hercegnő (1816. október 30. – 1887. január 4.), nőül ment Alfréd neippergi grófhoz
- Zsófia Friderika Matild királyi hercegnő (1818. június 17. – 1877. június 3.), házassága révén Hollandia királynéja.

## Halála és emlékezete
Katalin királyné 1819. január 9-én halt meg, tüdőgyulladás következtében. Férje Rotenbergben egy mauzóleumot építtetett számára, melyet Württemberg Mausoleum névre kereszteltek. Vilmos király 1820-ban újból megházasodott; végül 1864-ben hunyt el. Felesége mellé temették el, a rotenbergi mauzóleumba.